# 121536 Brianburt
121536 Brianburt è un asteroide della fascia principale. Scoperto nel 1999, presenta un'orbita caratterizzata da un semiasse maggiore pari a 2,5710777 au e da un'eccentricità di 0,1298309, inclinata di 15,02535° rispetto all'eclittica.